# Lonsdaleïet
Lonsdaleïet is een van de allotropen van koolstof. Het is een zeldzaam soort edelsteen en lijkt veel op diamant. Het wordt alleen op plaatsen gevonden waar een meteoriet is ingeslagen. De steensoort is daarom een indicator voor inslaggebieden. Lonsdaleïet wordt uit grafiet gevormd, een andere allotroop van koolstof, dat onder een grote druk heeft gestaan, zoals bij de inslag van een meteoriet. Het is naar de Britse kristallograaf Kathleen Lonsdale genoemd.
Lonsdaleïet is doorzichtig en geelbruin van kleur. Hoewel het alleen uit koolstof bestaat, wordt het toch als een mineraal aangemerkt. Gesimuleerde aggregatietoestanden van lonsdaleïet kunnen tot 58% harder dan 'normaal' diamant zijn, dat per definitie een hardheid van 10 heeft op de hardheidsschaal van Mohs. Maar natuurlijke allotropen hebben in het algemeen een hardheid van 7 tot 8.